# كلارنس كوبر جونيور
كلارنس كوبر جونيور (بالإنجليزية: Clarence Cooper Jr.)‏ (1934، ديترويت في الولايات المتحدة - 1978، نيويورك في الولايات المتحدة)؛ كاتب وروائي أمريكي.